# Bolígrafo inteligente

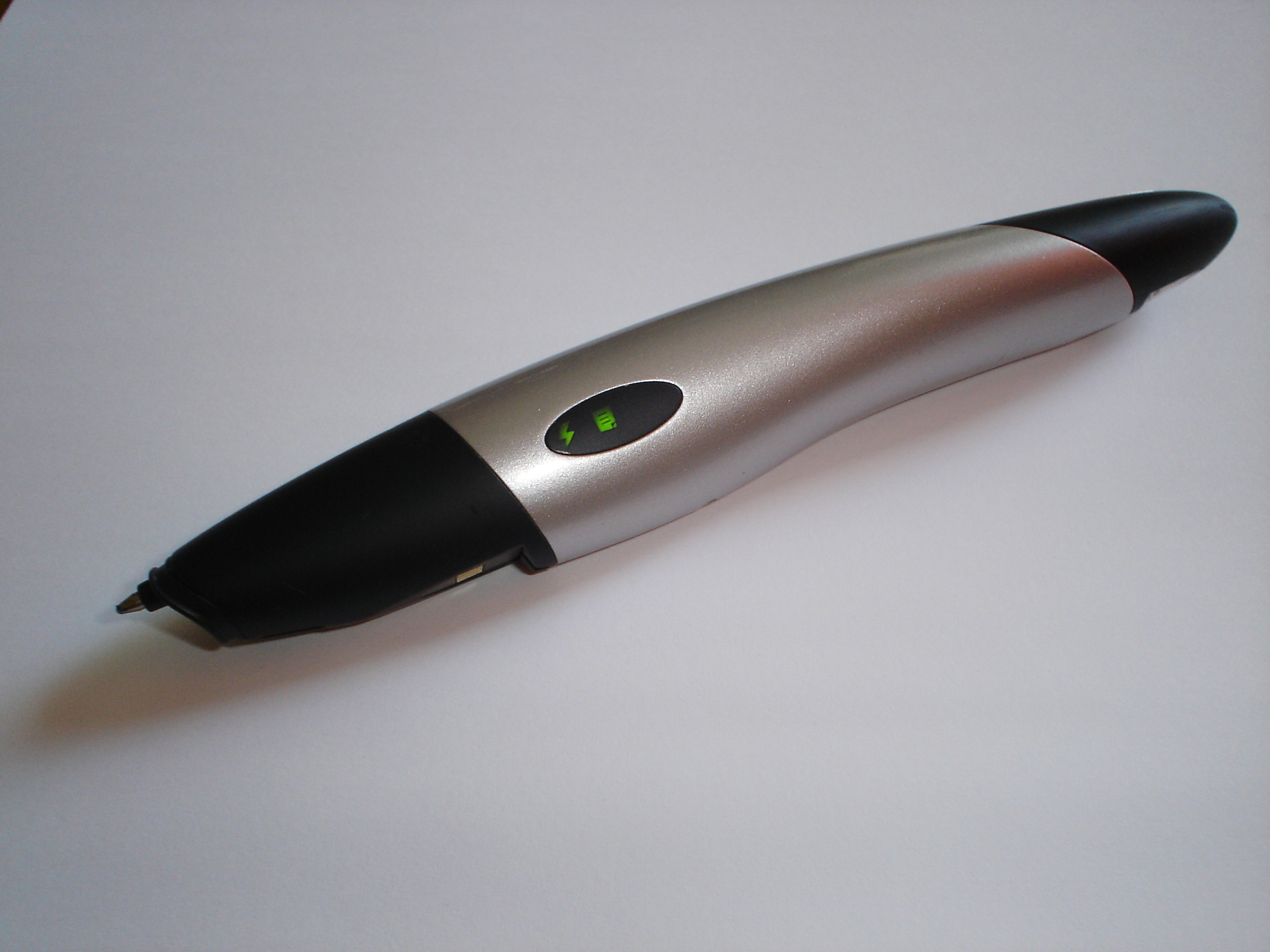
Bolígrafo digital, basado en la tecnología Anoto.

Bolígrafo digital, basado en la tecnología Samsung.

Un bolígrafo inteligente (Smart Pen), también bolígrafo digital (digital pen) es un instrumento de tinta que graba las líneas dibujadas por el usuario para transmitirlas a un ordenador. Este tipo de bolígrafo se utiliza generalmente en conjunción con un cuaderno digital, aunque los datos también pueden utilizarse en diferentes aplicaciones o simplemente como gráficos.

## Descripción

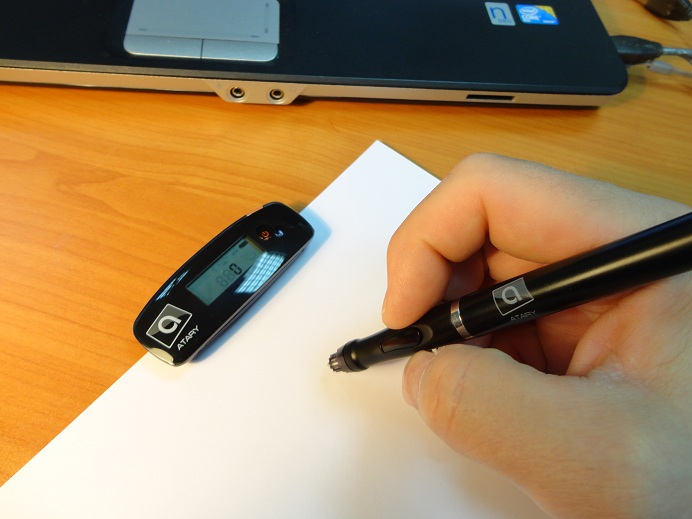
Bolígrafo digital que escribe en papel ordinario o cualquier otra superficie, como una pluma ordinaria

Como dispositivo de entrada captura la letra o trazos de un usuario, convierte la información analógica manuscrita creada utilizando "bolígrafo y papel" a datos digitales, habilitando los datos para ser utilizadas en varias aplicaciones. Por ejemplo, los datos de escritura pueden ser digitalizadas y cargadas a un ordenador y mostradas en su monitor. Los datos entonces pueden ser interpretadas por un software de OCR permitiendo al bolígrafo digital actuar como interfaz de entrada de texto.
Un bolígrafo digital es generalmente más grande y tiene más características que un estilete digital. Los bolígrafos digitales típicamente contienen electrónica interna y tienen características como sensibilidad a la presión, botones de entrada, memoria, capacidad de almacenar datos como borradores electrónicos y enviarlas .
Algunos bolígrafos digitales están equipados con un dispositivo de grabación que permite utilizarlos como dictàfon inteligente. Pueden ser emprats, por ejemplo por los estudiantes para grabar la voz del maestro todo y tomando notas. Entonces es posible escuchar un segmento de sonido asociado con una zona del cuaderno digital, tocando esta zona con la punta del bolígrafo .

## Tecnologías

### Acelerómetro
Los bolígrafos digitales basados en un acelerómetro contienen componentes que detectan el movimiento del bolígrafo y el contacto con la superficie de escritura.

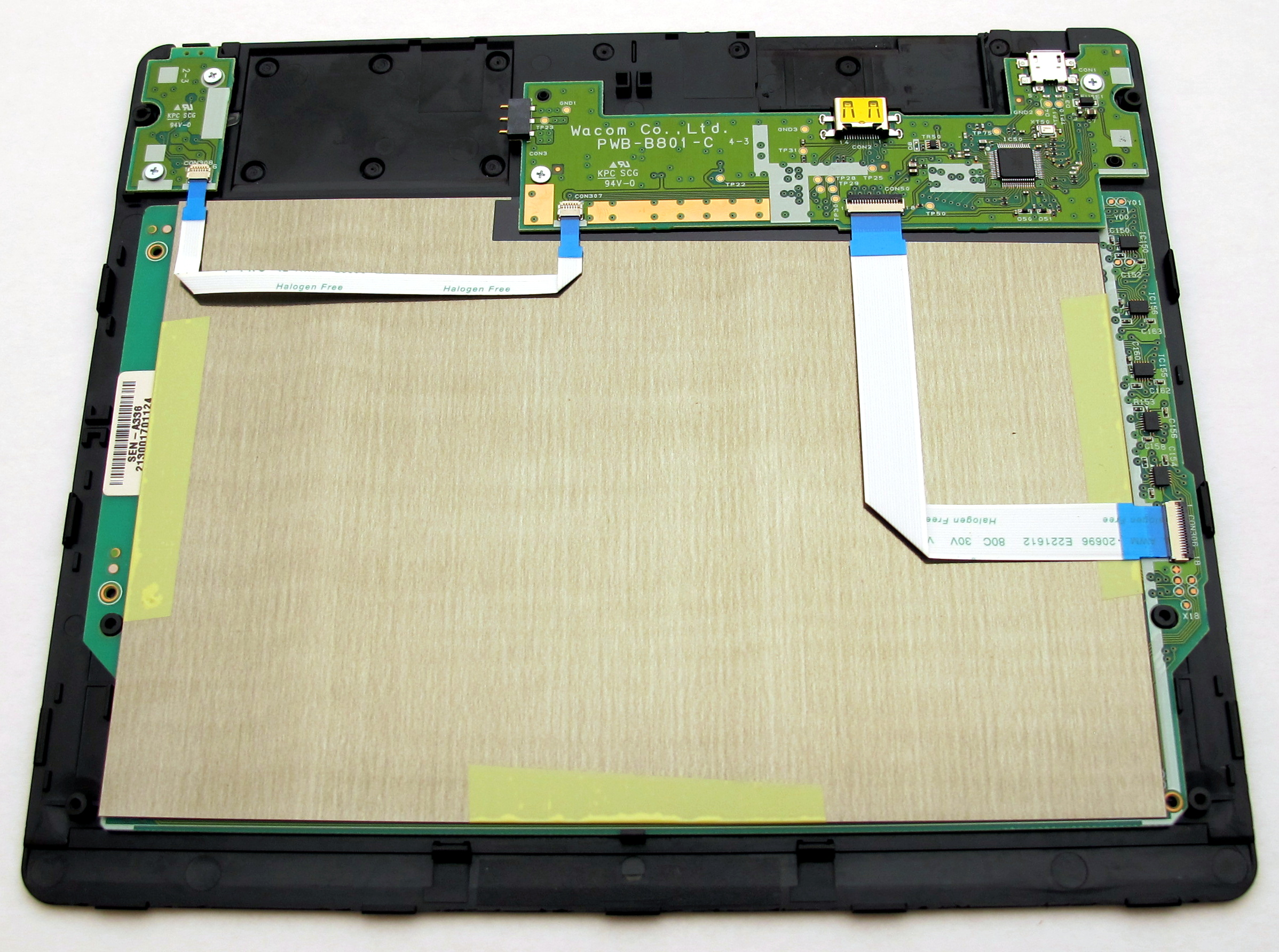
Interior de una tableta Wacom

### Activo
Los bolígrafos activos, como N-trig DuoSense Pen™, incluyen componentes electrónicos que emiten unas señales que son cogidos por un dispositivo construido dentro del digitalizador y transmitido a su controlador, proporcionando datos sobre la posición del bolígrafo, presión aplicada, botón pulsado y otras funcionalidades.

### Posicional
Los bolígrafos posicionales utilizan un circuito X-Y para detectar la posición de la punta mientras se escribe. Algunos modelos que utilizan esta técnica se pueden encontrar en las tabletas gráficas popularizadas por Wacom, y a las tabletas táctiles que utilizan la tecnología Wacom Penabled™ .

### Cámara
Los bolígrafos digitales con cámara: utilizan un papel digital especial para detectar a qué lugar del papel el bolígrafo contacta con la superficie de escritura, como aquellos que utilizan la tecnología sueca Anoto .

### Trackball
Los bolígrafo-trackball: utilizan un sensor situado dentro del bolígrafo para detectar el movimiento del trackball sobre la superficie.

## Lista de productos

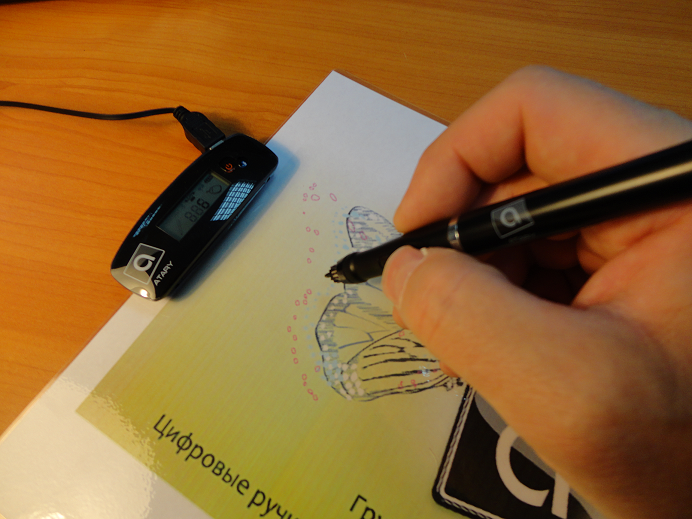
Uso de un bolígrafo digital cómo si fuera una tableta gráfica

| Fabricante       | Producto          | Utiliza papel digital ANOTO | Comentarios |  |
| ---------------- | ----------------- | --------------------------- | --- |  |
| PolyVision       | Eno               | s                           | |  |
| Canon            | IRISNotes         | n                           | Smart Pen de Canon |  |
| Apple            | Apple Pencil      | n                           | digital pen para Ipad Pro |  |
| Livescribe       | Livescribe        | s                           | |  |
| Logitech         | Digital Pen       | s                           | |  |
| Luidia           | Smartpen2         | n                           | |  |
| Maxell           | Penit             | s                           | |  |
| Nokia            | Digital Pen SU-1B | s                           | |  |
| IOGear           | GPen300           | n                           | |  |
| Samsung          | S-Pen             | n                           | |  |
| Staedtler        | Digital Pen       | n                           | |  |
| Oxford Papershow | Trackball pen     | s                           | El sistema emplea una llave USB para dialogar con el bolígrafo digital que habilita la conectividad instantánea entre bolígrafo y PC. |  |